# John Jonsson
John Wiktor Jonsson, född 30 januari 1889 i Madesjö församling, Kalmar län, död 28 mars 1959 i Nybro, var en svensk kommunalborgmästare och socialdemokratisk riksdagspolitiker.
John Jonsson var kommunalborgmästare i Nybro stad från 1934 och han var ledamot av riksdagens första kammare från 1948 i Kalmar och Gotlands läns valkrets. 